# Holly Valance

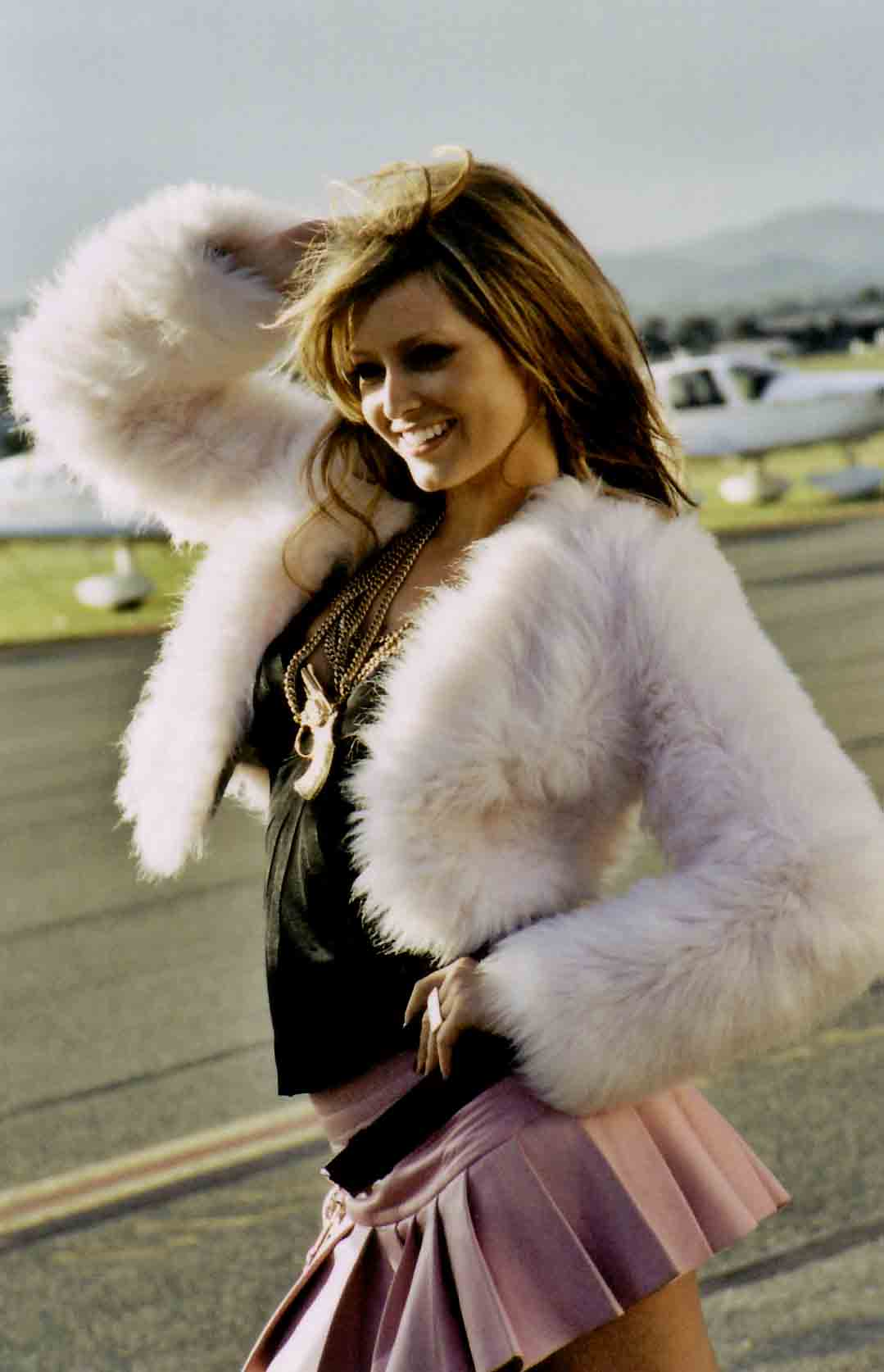
Holly Valance (2006)

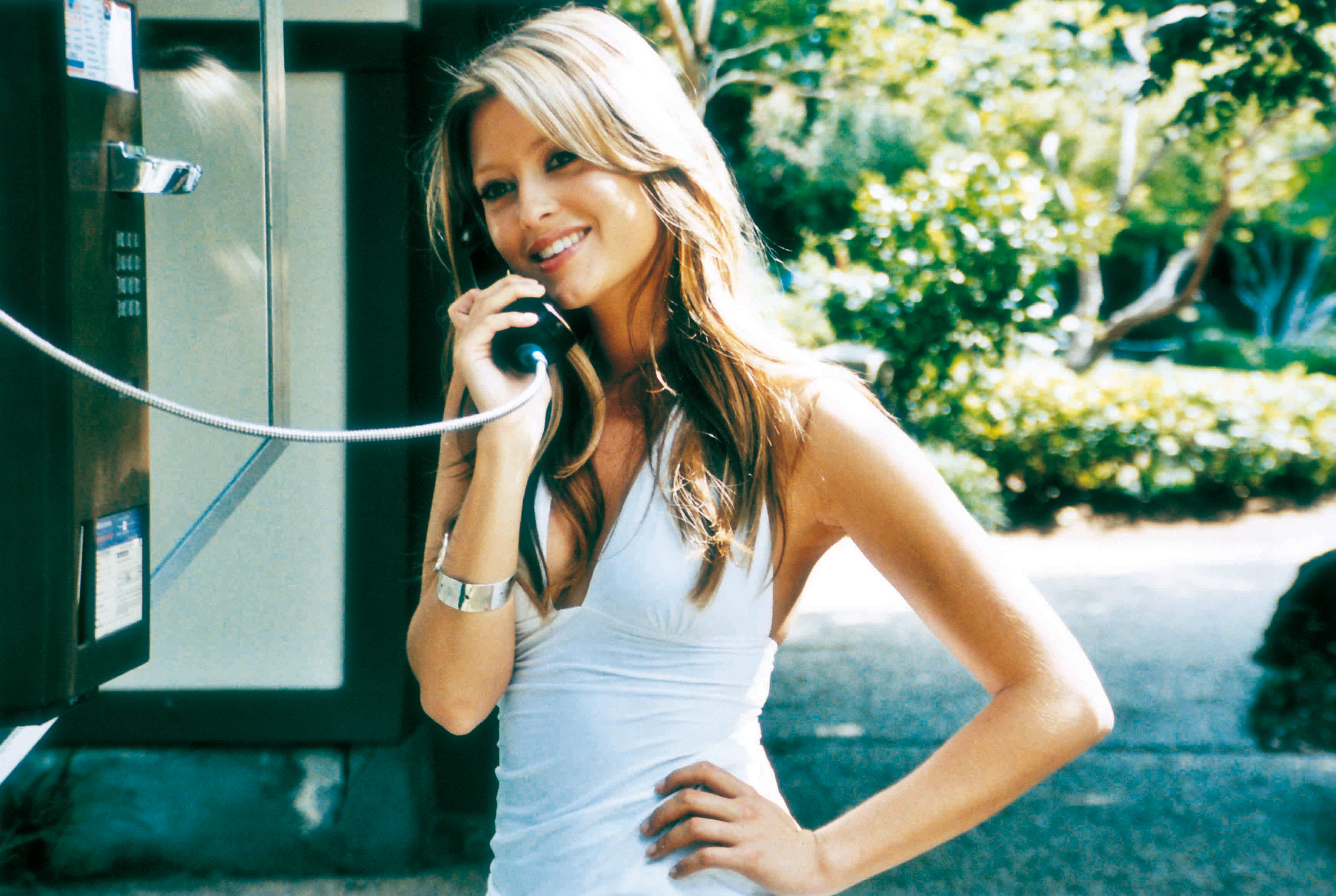
Holly Valance (2006)

Holly Valance (ur. jako Holly Rachel Vukadinović 11 maja 1983 w Melbourne) – australijska aktorka i piosenkarka serbskiego pochodzenia.

## Rys biograficzny
Przyszła na świat w rodzinie angielskiej modelki Rachel i jugosłowiańskiego emigranta, pianisty i gitarzysty Rajko Vukadinovicia. Ma dwie siostry – rodzoną Coco Melody i przyrodnią Olympię Montanę. Jest spokrewniona z nieżyjącym już brytyjskim komikiem Benny Hillem: kuzynem Hilla był jej dziadek. Chciała wyglądać, grać i śpiewać jak jej słynna rodaczka Kylie Minogue. Dziecinne marzenia stały się rzeczywistością. Jako czternastolatka zgłosiła się do agencji młodych talentów, nieźle radziła sobie na wybiegach i kilka razy zagrała w reklamie. Po ukończeniu rzymskokatolickiej szkoły średniej Star of the Sea College w Melbourne na fotogeniczną Holly Vukadinović zwrócili uwagę producenci australijskiej telenoweli Sąsiedzi (Neighbours, 1999–2002, 2005) i zaangażowali ją do roli Felicity 'Flick' Scully.
Jej debiutancki singel "Kiss Kiss" (2002), a później pierwszy album Footprints (2002), odniósł wielki sukces i dostał się na 1. miejsce listy Australian Recording Industry Association (ARIA) oraz przez okres kwiecień-maj 2002 znalazł się na liście najlepiej sprzedających się singli w Wielkiej Brytanii.
Kolejny singel "Down Boy" trafił na 2. miejsce w Wielkiej Brytanii i 3. miejsce w Australii. Trzeci singel "Naughty Girl" dostał się na 3. pozycję w Australii, podczas gdy jej album znalazł się na 16. miejscu w Wielkiej Brytanii. Drugi i zarazem dotąd ostatni album State of Mind przyniósł tylko jednego singla pod tym samym tytułem, który zajął 8. miejsce w Wielkiej Brytanii.
W 2005 wróciła przed kamery. Zagrała w kilku odcinkach serialu Zagadki kryminalne Nowego Jorku (ang.: CSI: NY) i zadebiutowała na dużym ekranie w filmie opartym na popularnej grze komputerowej DOA: Dead or Alive (2006), w którym wcieliła się w postać Christie Allen, pięknej złodziejki i morderczyni. W 2008 r. zagrała poboczną rolę we francuskim thrillerze Uprowadzona, do którego scenariusz napisał Luc Besson. W 2009 r. Holly Valance wystąpiła na planie zdjęciowym do teledysku Confusion Girl Vincenta Franka.

## Filmografia
- 1999–2002, 2005: Neighbours jako Felicity Scully
- 2004: Zagadki kryminalne Miami jako Kay Coleman
- 2005: Zagadki kryminalne Nowego Jorku jako Lydia
- 2005-2006: Skazany na śmierć jako Nika
- 2006: Pledge This! jako Jessica
- 2006: DOA: Dead or Alive jako Christie Allen
- 2007: Pod osłoną nocy jako Lola
- 2008: Uprowadzona jako Sheerah
- 2009: Mercy jako Tess
- 2010: Luster jako Sally
- 2011: Surviving Georgia jako Rose
- 2011: Big Mamma's Boy jako Katie
- 2015: Red Herring jako Angela

## Dyskografia

### Albumy
- 2002 Footprints
- 2003 State of Mind

### Single
| Rok  | Piosenka        | Australia | Austria | Niemcy | Irlandia | Nowa Zelandia | Wielka Brytania | Album         |
| ---- | --------------- | --------- | ------- | ------ | -------- | ------------- | --------------- | ------------- |
| 2002 | "Kiss Kiss"     | 1 (1)     | 11      | 14     | 2        | 17            | 1 (1)           | Footprints    |
| 2002 | "Down Boy"      | 3         | –       | –      | 8        | 35            | 2               | Footprints    |
| 2003 | "Naughty Girl"  | 3         | 56      | 65     | –        | –             | 16              | Footprints    |
| 2003 | "State of Mind" | 14        | –       | –      | 27       | –             | 8               | State of Mind |

## Wyróżnienia

### Nagrody
- 2002 Slash Hit Award, Najseksowniejsza piosenkarka
- 2003 Disney Channel Award, Breakthrough Artist
- 2003 Disney Channel Award, Najlepszy singel – Kiss Kiss

### Nominacje
- 2002 ARIA Award, Najlepiej sprzedający się singel – Kiss Kiss
- 2002 ARIA Award, Najlepszy Wykonawca Pop – Kiss Kiss
- 2002 ARIA Awardd, Artysta Przełomowy – singel Kiss Kiss
- 2002 ARIA Award, Najlepsza piosenkarka – Kiss Kiss